# Die Elefantenmutter
Die Elefantenmutter ist ein Dokumentarfilm aus dem Jahr 2018 unter der Regie von Victoria Stone und Mark Deeble. Es geht um Athena, eine Elefantenmutter, die alles in ihrer Macht Stehende tun wird, um ihre Herde zu schützen, wenn sie gezwungen sind, ihr Wasserloch zu verlassen. Diese Reise, erzählt von Chiwetel Ejiofor, führt das Publikum durch die afrikanische Savanne und in das Herz einer Elefantenfamilie.
Der Film wurde von Lucinda Englehart unter dem Banner von Deeble & Stone produziert.
Bei den Critics’ Choice Documentary Awards 2019 wurde Die Elefantenmutter für den besten Wissenschafts-/Naturdokumentarfilm und die beste Erzählung nominiert.

## Handlung
Athena, eine 50-jährige Mutterelefant, ist Matriarchin einer Herde erwachsener Frauen und männlicher und weiblicher Jugendlicher, zu der Mutter Mala, die ältere Tochter Milli und das Neugeborene Mimi gehören. Die Elefanten leben in einem idyllischen Gebiet, das als Königreich bezeichnet wird, mit gepunkteten Wasserlöchern. Die Wasserlöcher sind auch die Heimat von Ochsenfröschen, Chamäleons, Mistkäfern, Killifish und Terrapinen. In Die Elefantenmutter sind die Tiere Charaktere mit Persönlichkeiten, die in symbiotischer Harmonie leben. Eine Dürre zwingt die Herde, ihre Umwelt zu verlassen und weit weg in eine Savanne zu reisen, jedoch müssen sie viel essen und trinken, um die 200 Meilen bis zum nächsten Wasserloch zu ertragen. Matriarchin Athena trägt die schwierige Entscheidung, darauf zu warten, dass Mimi für die lange Reise stärker wird oder in Richtung der Sicherheit von ihr und ihrer Familie reist.

## Produktion
Die Regisseure Deeble und Stone erklärten, dass sie noch nie Elefanten als Hauptthemen gefilmt haben. 2009 traf eine Dürre den Amboseli-Nationalpark in Kenia der „ihre Augen öffnete“, um die Geschichte der Elefanten zu erzählen. Während das Duo über ihre immersive Erfahrung sprach, das Leben afrikanischer Elefanten einzufangen, sagte es:

“We were looking for a charismatic female elephant matriarch because it's very much a female leadership story, and we were looking for the ideal elephant for a long time.”

„Wir waren auf der Suche nach einer charismatischen Elefantenmatriarchin, weil es sich hierbei um eine weibliche Führungsgeschichte handelt, und wir lange auf der Suche nach dem idealen Elefanten waren.“

Das Duo folgte dem Elefanten Athena und ihrer Herde über vier Jahre lang im Tsavo-East-Nationalpark in Kenia.

## Veröffentlichung
Am 8. September 2018 hatte Die Elefantenmutter Premiere auf dem Toronto International Film Festival. Der Film sollte später auf dem BFI London Film Festival, Sundance Film Festival, Montclair Film Festival, und Sydney Film Festival gezeigt werden. Die Elefantenmutter wurde am 18. Oktober 2019 zu einem Deal zwischen A24 und Apple in den Kinos eröffnet, bei dem A24 Films durch eine limitierte Veröffentlichung in den US-Kinos vertreiben würde, bevor es zu Apple TV+ Exclusives wurde. Am selben Tag veröffentlichten sie The Lighthouse, daher verlagerte sich die Priorität bei A24 auf diesen Film, und eine kleine Veröffentlichung wurde für Die Elefantenmutter mit wenig bis gar keinem Marketing organisiert. Der Film wurde am 1. November 2019 für das Streaming auf Apple TV+ zur Verfügung gestellt. Später hatte es am 12. April 2020 auch seine einmalige lineare Premiere in seinem Produktionsland im Citizen TV in Teilen Subsahara-Afrikas. Daher wird es in diesen Ländern nicht exklusiv verfügbar sein.

## Rezeption
Auf der Bewertungsplattform Rotten Tomatoes verfügt der Film auf der Grundlage von 22 Bewertungen über eine durchschnittliche Bewertung von 7,8/10. Der kritische Konsens der Website lautet: „Informativ, mitfühlend und wunderschön gefilmt, sollte Die Elefantenmutter Naturdokumentationsliebhaber jeden Alters zufriedenstellen.“ Metacritic, das einen gewichteten Durchschnitt verwendet, ordnete dem Film eine Punktzahl von 67 von 100 zu, basierend auf 7 Kritikern, was auf „allgemein positive Bewertungen“ hinweist.
Frank Scheck von The Hollywood Reporter schrieb, dass der Film „eine kraftvolle Erinnerung liefert, dass die großartigen Themen dieses Dokumentarfilms [...] mit ernsthaften Gefahren konfrontiert sind, sowohl natürliche als auch künstliche Gefahren“. Sandie Angulo Chen von Common Sense Media schrieb: „Wunderschön gedreht, fabelhaft erzählt und überraschend ergreifend, ist dieser Dokumentarfilm eine inspirierende Hommage an die Kraft der Mutterschaft und Gemeinschaft auf der afrikanischen Savanne“. Scott Tobias vom Variety Magazine schrieb: „Es gibt eine Kluft zwischen der Geschichte, die Stone und Deeble über Liebe und Familie erzählen wollen, und der viel düstereren Geschichte, die die Natur selbst erzählt, in unsentimentaler Hinsicht. Am Ende ist es schwierig, die beiden in Einklang zu bringen“. Chelsea Phillips-Carr schrieb auf Point of View: „Der Dokumentarfilm ist ohne Zweifel charmant, aber auch zu harmlos für seinen Gegenstand“.

## Auszeichnungen
| Year | Award                              | Category                        | Result    | Quelle |
| ---- | ---------------------------------- | ------------------------------- | --------- | ------ |
| 2019 | Cinema for Peace Awards            | International Green Film Award  | gewonnen  | [ 18 ] |
| 2019 | Critics' Choice Documentary Awards | Best Science/Nature Documentary | nominiert | [ 19 ] |
| 2019 | Critics' Choice Documentary Awards | Best Narration                  | nominiert | [ 19 ] |
| 2020 | Primetime Emmy Awards              | Outstanding Narrator            | nominiert | [ 20 ] |